# Jesse Douglas
Jesse Douglas (* 3. Juli 1897 in New York; † 7. Oktober 1965 ebenda) war ein US-amerikanischer Mathematiker. Er wurde 1936 als einer der ersten beiden Mathematiker mit der Fields-Medaille ausgezeichnet für die Lösung des Plateau-Problems der Differentialgeometrie.

## Leben
Douglas gewann schon am City College in New York Preise in Mathematik und studierte ab 1916 an der Columbia-Universität in New York u. a. bei Edward Kasner. 1920 promovierte er mit einer Arbeit aus der differentialgeometrischen Variationsrechnung. 1920–1926 lehrte er am Columbia College und veröffentlichte daneben. In den Jahren 1926 bis 1930 besuchte er mit einem Stipendium die Universitäten Princeton, Harvard, Chicago, Paris und Göttingen (1930).
1930 löste er – und unabhängig von ihm Tibor Radó – das Plateau-Problem, das bereits von Lagrange im 18. Jahrhundert aufgestellt worden war. Dabei soll der Beweis der Existenz einer Minimalfläche bei gegebenem Rand erbracht werden. Hierfür erhielt er die Fields-Medaille und 1943 von der American Mathematical Society den Bôcher Memorial Prize. Douglas und Rado lösten diese Fragestellung der Variationsrechnung mit Hilfe des Dirichlet-Prinzips, indem sie ein geeignetes Funktional (das allerdings nicht identisch mit dem Oberflächenfunktional ist) konstruierten, dessen Minimum die Minimalfläche ergibt. Douglas studierte danach noch einige weitere Varianten des Problems. Später arbeitete er auch in der Gruppentheorie.
Von 1930 bis 1937 war er am MIT. Nach verschiedenen Stationen, u. a. 1934/1935 und 1938/1939 am Institute for Advanced Study in Princeton, war er ab 1955 wieder am City College in New York. 1933 wurde er in die American Academy of Arts and Sciences gewählt, 1946 in die National Academy of Sciences.
Er war von 1940 an verheiratet und hatte einen Sohn.
2001 wurde der Asteroid (19570) Jessedouglas nach ihm benannt.

## Schriften
- Solution of the problem of Plateau.Trans. Amer. Math. Soc. 33 (1931), no. 1, 263–321.
- Green’s function and the problem of Plateau, American Journal of Mathematics, v. 61 (1939), S. 545–589.
- The most general form of the problem of Plateau, American Journal of Mathematics, v. 61 (1939), S. 590–608.
- Solution of the inverse problem of the calculus of variations, Proceedings of the National Academy of Sciences, v. 25 (1939), S. 631–637.
- Survey of the theory of integration, New York 1947